# Opel 10/40 PS
 (octobre 2024).
L’Opel 10/40 PS, l’Opel 10/45 PS et l’Opel 10/50 PS sont des voitures de la catégorie grande routière construites par Opel de 1925 à 1929 pour succéder au modèle 10/30 PS.

## Historique et technologie
La voiture a été introduite en mai 1925 sous le nom d’Opel 10/50 PS. Lorsque la production en série commença en juillet 1925, le nom fut changé pour Opel 10/45 PS. Peu de temps après, la même voiture s’appelait Opel 10/40 PS. La voiture garda ce nom jusqu’à l’arrêt de la production en novembre 1929. Le design de la voiture était similaire à celui de l’Opel «Rainette», car ces véhicules au design simple étaient faciles à fabriquer.
Le moteur était un moteur quatre cylindres d’une cylindrée de 2 620 cm³ qui produisait 40 ch (29 kW) à 2 800 tr/min. La voiture à empattement court atteignait une vitesse de pointe de 85 km/h, tandis que les versions longues et plus lourdes pouvaient atteindre 80 km/h.
Le châssis était disponible avec un empattement de 3 000 mm pour les carrosseries à quatre et cinq places, les plus courantes, ou avec un empattement de 3 250 mm pour les carrosseries à six ou sept places.
Des carrosseries supplémentaires étaient disponibles auprès des carrosseries Otto Kühn sur demande du client.
Lors de son introduction en 1925, le châssis à empattement court coûtait 7 000 Reichsmark et la version longue coûtait 7 600 Reichsmark. En 1928, les prix tombèrent à 3 750 Reichsmark et 4 000 Reichsmark. Il existait différentes carrosseries d’usine pour cette voiture : une voiture de tourisme à quatre ou cinq places coûtait 8 500 Reichsmark en 1925; En 1928, le prix était tombé à 4 800 Reichsmark. Une berline à quatre ou cinq places était également disponible, ainsi que des versions longues de ces deux carrosseries offrant de la place pour une troisième rangée de sièges. Le "coupé urbain" deux portes à quatre ou cinq places était la carrosserie la plus chère sur le châssis court. Il coûtait 10 500 Reichsmark en 1925, prix qui tomba à 5 400 Reichsmark en 1928.
L’Opel 10/40 PS a été construite immédiatement après la Grande Dépression. Après la période d’hyperinflation de la république de Weimar, la devise Reichsmark s’est à nouveau stabilisée, mais des données fiables sur l’inflation au cours des trois années de production de cette voiture ne sont pas disponibles. On peut néanmoins supposer qu’une grande partie des réductions de prix a effectivement profité aux clients. L’Opel 10/40 PS était nettement moins chère que les modèles de ses concurrents allemands, car Opel était le premier et alors le seul constructeur automobile en Allemagne à faire assembler ses voitures sur des chaînes de montage à l’instar de Ford et Citroën. La voiture était de conception particulièrement simple et facile à fabriquer; Opel a laissé les innovations techniques majeures aux autres constructeurs. En 1920, le gouvernement avait imposé des droits de douane protecteurs sur les voitures importées, mais en octobre 1925, ces droits furent levés. En 1925, Ford et General Motors (Chevrolet) investissent massivement dans des points de vente en Allemagne. Vous pouviez maintenant acheter des voitures moins chères chez Ford ou Chevrolet et qui correspondaient à l’Opel 10/40 PS en termes de taille et de concept. En fait, il a fallu quelques années avant que les entreprises américaines ne s’implantent en Allemagne. General Motors (GM) a racheté Opel, le premier grand constructeur allemand d’automobiles. À une époque où la plupart des gens n’avaient pas les moyens d’acquérir une voiture et où ceux qui en avaient les moyens ne pouvaient pas payer les prix les plus élevés, l’Opel 10/40 PS dominait sa catégorie au milieu des années 1920.
Il n’y a eu que quelques changements sur ce modèle au cours des 4 ans et demi de sa production. Mi-1927, le radiateur fut légèrement modifié et à la fin de la même année, les lignes de toit des berlines furent légèrement plus douces.
De 1925 à 1929, 13 161 exemplaires de cette grande voiture à moteurs quatre cylindres ont été produits. Malgré les prix bas, Opel a gagné de l’argent avec ces voitures, tandis que d’autres constructeurs ont également pris des risques financiers avec le progrès technique et ont ainsi mis leur entreprise en danger.